# پتک جادوگران (فیلم)
پتک جادوگران (چکی: Kladivo na čarodějnice) یک فیلم درام به کارگردانی اتاکار واورا است که در سال ۱۹۷۰ منتشر شد.

## بازیگران
- یاروسلاوا اوبرمائیرووا
- مارتین روژک
- میریام کانتورکووا
- واتسلاو لوهنیسکی
- بلانکا والسکا
- لولا اسکربکووا
- بلاژنا هولیشووا
- ماری نادملینسکا
- لوبور توکوش

## مبنای تاریخی
داستان این فیلم برگرفته از رمان پتک جادوگران (۱۹۶۳) نوشته واسلاو کاپلیتسکی است؛ رمانی درباره دادگاه‌های جادوگری در دهه ۱۶۷۰ در شمال موراویا. کریشتوف آلویس لوتنر، شخصیتی تاریخی است که در رمان به‌درستی به تصویر کشیده شده است.
این فیلم همچنین به‌عنوان یک تمثیل عمل می‌کند که در آن تفتیش عقاید به‌جای دادگاه‌های نمایشی در رژیم‌های کمونیستی نشان داده شده است. واتسلاو واورا هنگام نوشتن فیلم‌نامه، به دادگاه‌های سیاسی دهه ۱۹۵۰ فکر می‌کرد. پس از تهاجم اعضای پیمان ورشو به چکسلواکی در سال ۱۹۶۸ که به دنبال بهار پراگ رخ داد، پژوهشگر پیتر هیِمز نوشت که دیدن فیلم پتک جادوگران به‌عنوان چیزی غیر از واکنشی به واقعیت‌های سیاسی دوره پس از تهاجم «دشوار» است. ریچارد چاتن از روزنامه ایندیپندنت نیز نوشت که این فیلم «شاید نوعی انکار غیرمستقیم از سوی واورا باشد نسبت به مقاله‌ای که در سال ۱۹۶۸ ناچار به حمایت از آن شد؛ مقاله‌ای که تهاجم شوروی را تأیید می‌کرد.»